# Sansevieria cylindrica
Sansevieria cylindrica, também conhecida como Lança de São Jorge, é uma espécie de planta da família Asparagaceae pertencente ao gênero Sansevieria.

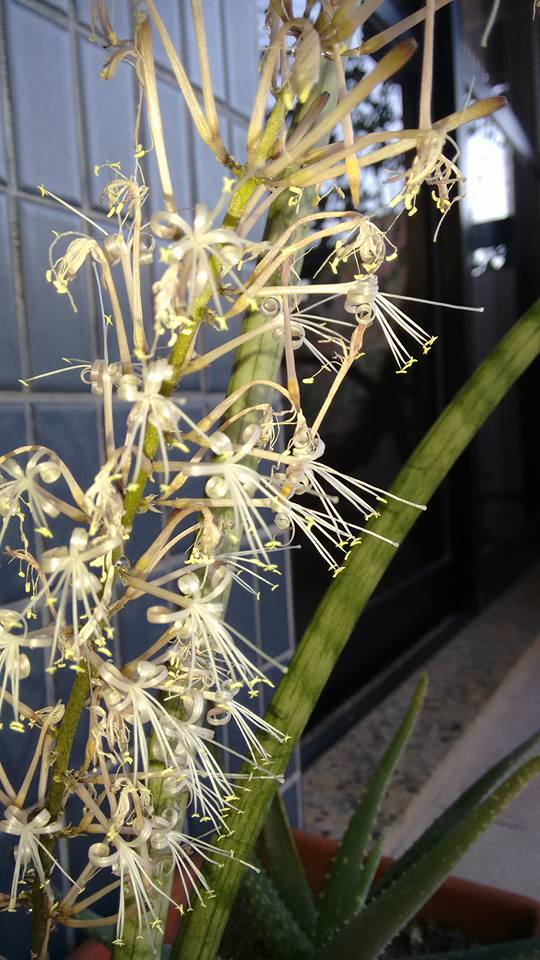
Floração da lança de são jorge

A espécie é nativa da África e é mundialmente cultivada como ornamental pelas belas e peculiares folhas, que rementem bastante a uma lança. 